# Buky a javory v Gabrielce
Buky a javory v Gabrielce jsou přírodní rezervace v Krušných horách. Nachází se v katastrálním území Gabrielina Huť (lidově Gabrielka) východně od Kalku v okrese Chomutov. Chráněné území je součástí ptačí oblasti Novodomské rašeliniště – Kovářská.

## Historie
Chráněné území vyhlásil Okresní úřad Chomutov v kategorii přírodní rezervace s účinností od 1. prosince 2000. Celá rezervace je součástí ptačí oblasti Novodomské rašeliniště – Kovářská.

## Přírodní poměry
Přírodní rezervace s rozlohou 64,7 hektarů leží v katastrálním území Gabrielina Huť, které je součástí obce Kalek v okrese Chomutov. Nachází se v Krušných horách v nadmořské výšce 570–750 metrů. Rezervace se rozkládá na levé straně údolí Telčského potoka.
Skalní podloží zde tvoří převážně ortoruly spodního paleozoika, které jsou součástí krušnohorsko-smrčinského krystalinika v sasko-durynské oblasti. Ve střední části území se vyskytuje pararula svorového vzhledu. V geomorfologickém členění Česka lokalita leží v Krušných horách, konkrétně v podcelku Loučenská hornatina a okrsku Rudolická hornatina. Z půdních typů se vyvinuly ranker kambický podzolovaný ve střední části území a kryptopodzoly v severní a jižní části.
V rámci Quittovy klasifikace podnebí rezervace leží v chladné oblasti CH6, pro kterou jsou typické průměrné teploty −4 až −5 °C v lednu a 14–15 °C v červenci. Roční úhrn srážek dosahuje 1000–1200 milimetrů. Mrazových dnů bývá 140–160, zatímco letních dnů jen deset až třicet.
Na území rezervace byl zaznamenán výskyt více než sedmdesáti druhů živočichů, z toho následujících chráněných: ještěrka živorodá (Zootoca vivipara), slepýš křehký (Anguis fragilis), čáp černý (Ciconia nigra), holub doupňák (Columba oenas), kulíšek nejmenší (Glaucidium passerinum), žluna šedá (Picus canus) a lejsek malý (Ficedula parva).

## Ochrana přírody
Důvodem ochrany je uchování starých, dobře zmlazujících bukových porostů (starých 150–180 let) náhorní plošiny východního Krušnohoří s významnou příměsí mimořádně kvalitní populace javoru klenu (Acer pseudoplatanus). Jedná se převážně o klenovou bučinu s typickým složením, zahrnujícím kromě dominantního buku lesního (Fagus sylvatica) zejména vtroušený javor klen. Rezervace se zastoupením přírodě blízkých horských lesů slouží mimo jiné k ochraně genofondu původních lesních dřevin oblasti.

## Galerie

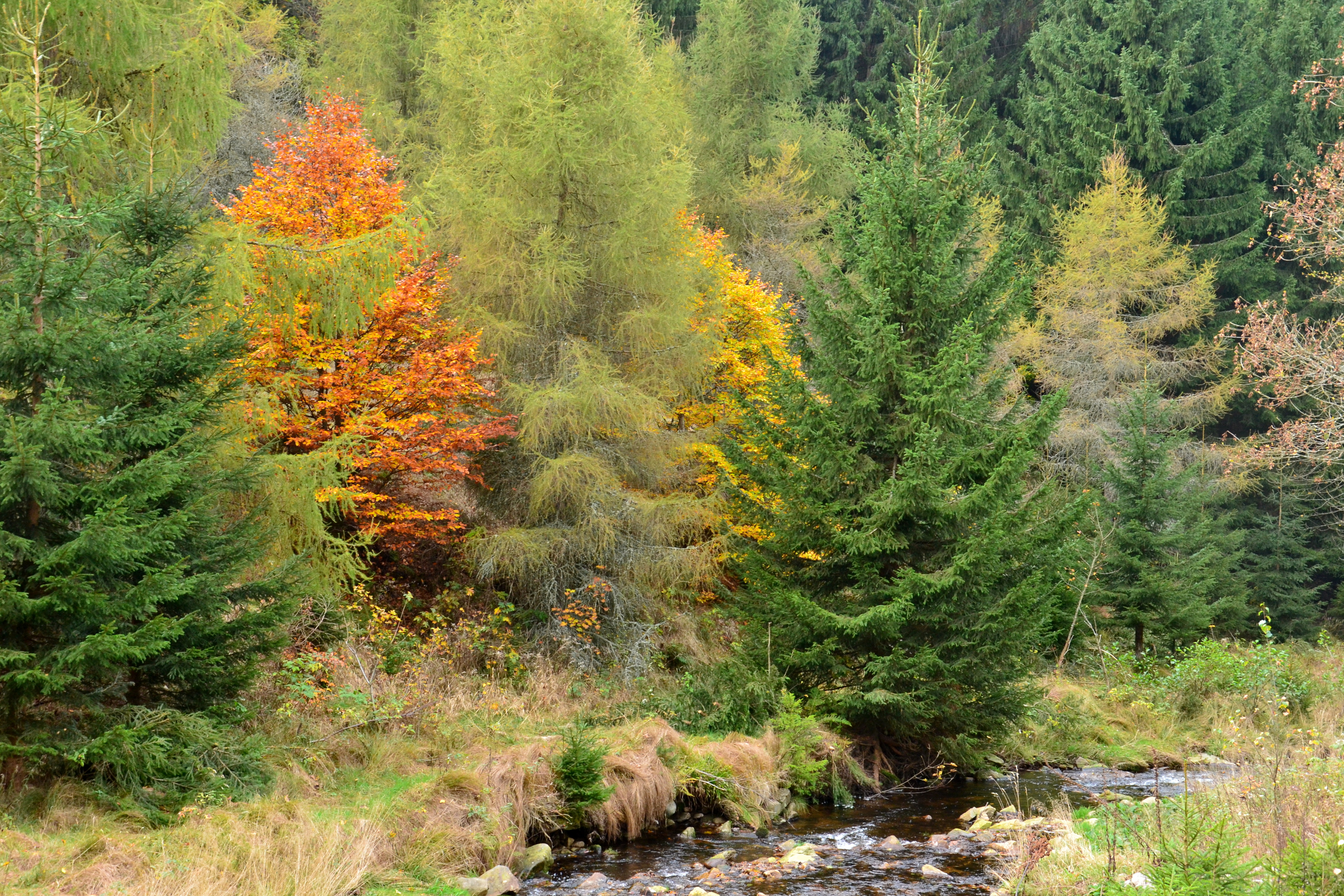
Okraj rezervace s buky promíchanou smrčinou
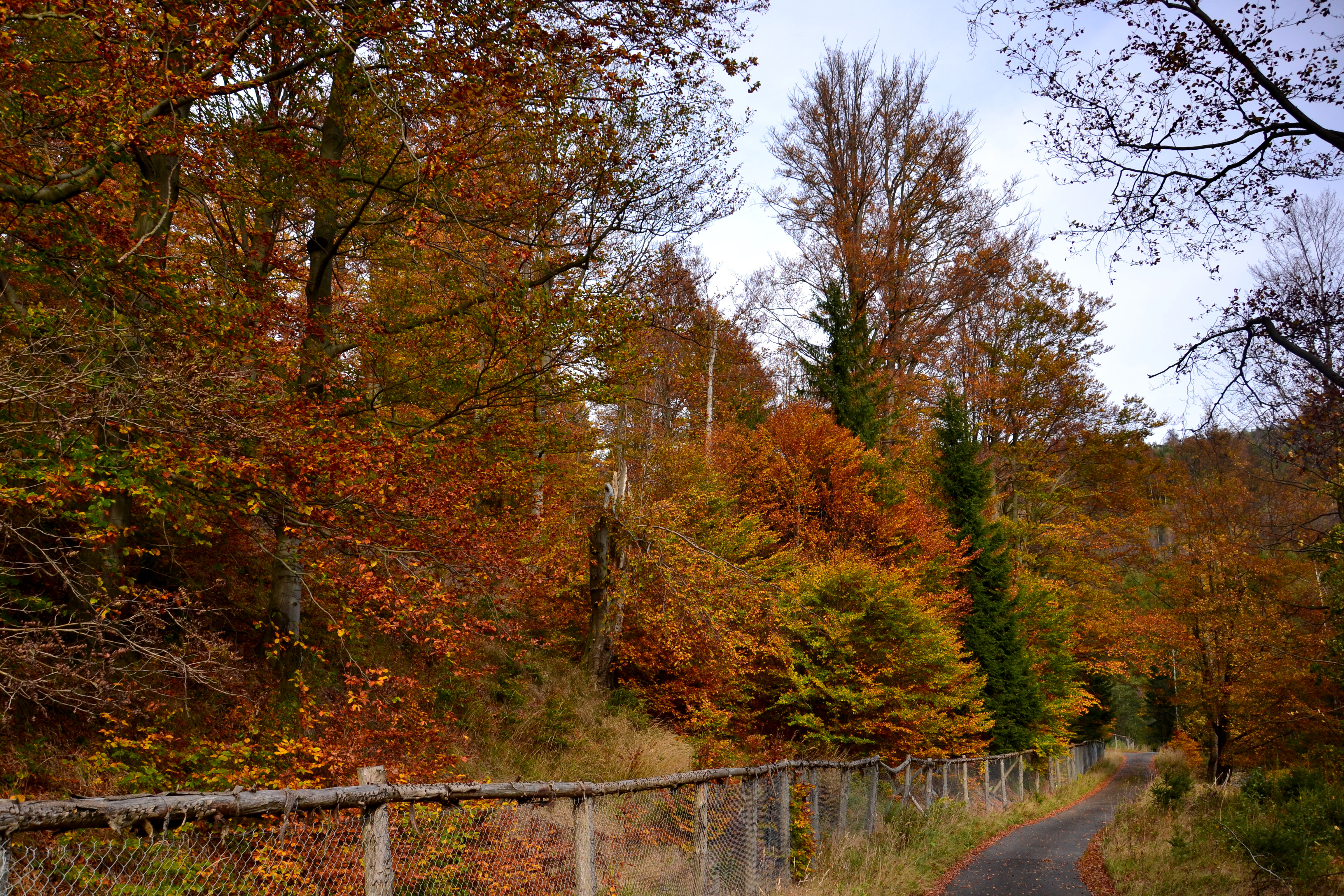
Oplocená hranice rezervace
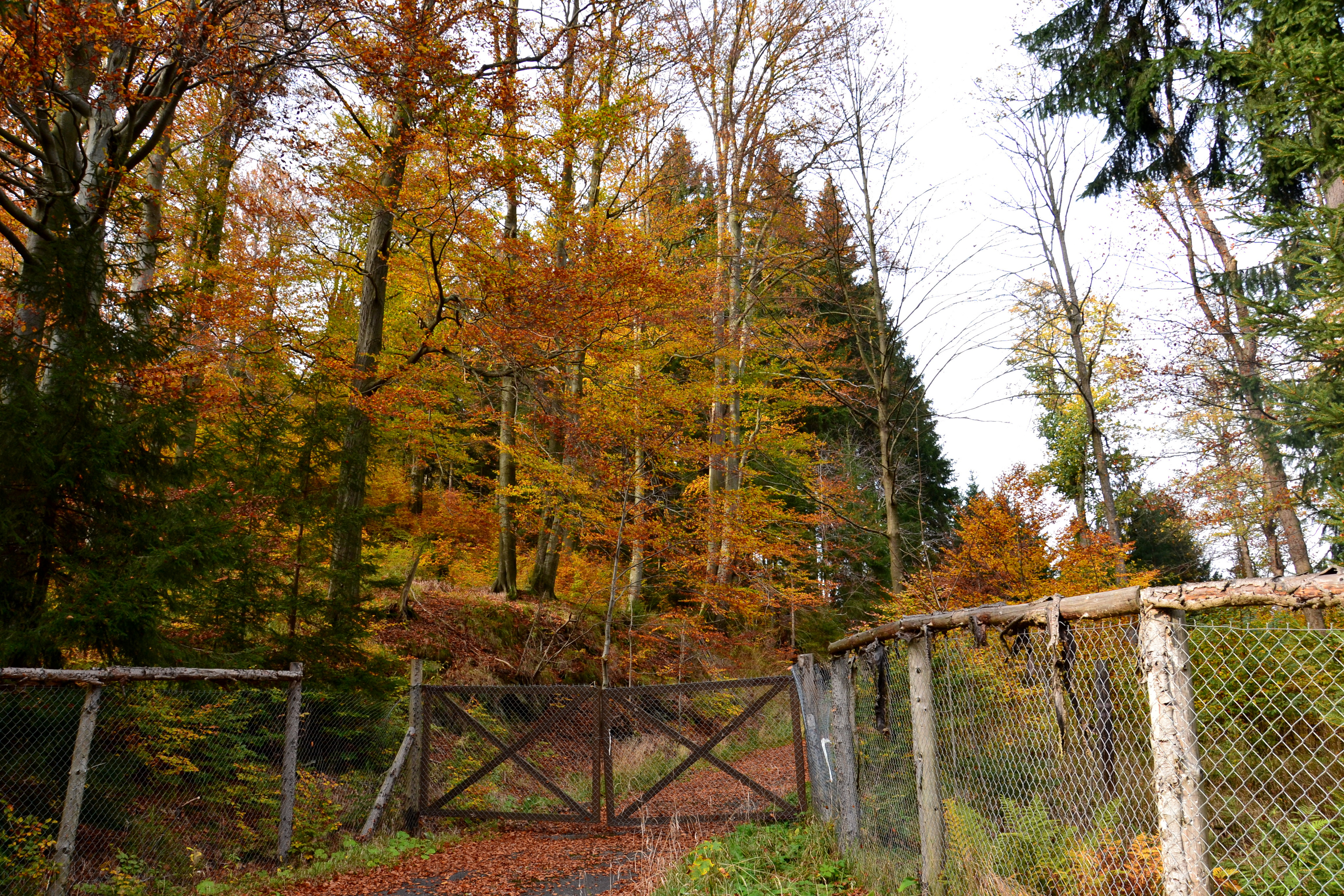
Vjezd do rezervace